# Палетоупаковщик

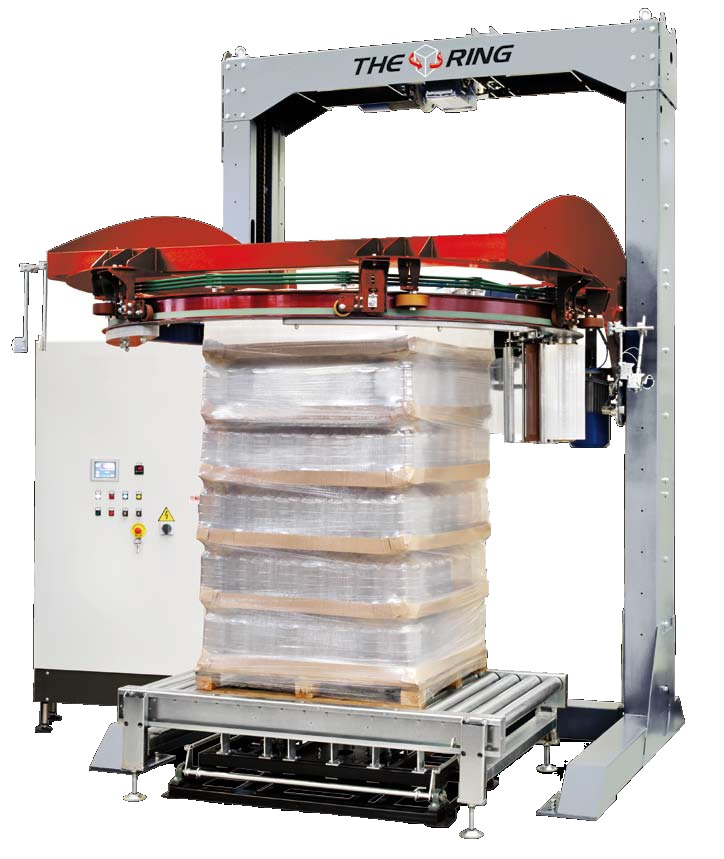
Палетоупаковщик

Палетоупаковщик (палетообмотчик) — упаковочное оборудование, предназначенное для обмотки и фиксирования грузов на поддоне посредством стретч-плёнки.
Подобные устройства быстро и аккуратно выполняют обмотку плёнкой уложенного на поддон груза. Существуют автоматические и полуавтоматические палетообмотчики. Полуавтоматические могут быть стационарные, мобильные или с вращающейся рукой. Все модели с различным набором функций для соответствия потребностям конкретных требований к обмотке груза на палете. Такое оборудование используется в самых разных сферах, они практичны, просты в эксплуатации и быстро окупаются за счет экономии стретч-плёнки.

## Принцип действия
Принцип действия палетоупаковщика: товар на палете обматывается с регулируемой скоростью — от 4 до 12 оборотов в минуту. При этом палет может стоять на поворотной платформе и вращаться, или быть неподвижным, а рулон с пленкой вращается на руке или на мобильном роботе. Рулон с пленкой перемещается вертикально, обматывая груз по всей его высоте. В конце процедуры плёнка обрезается автоматически, либо эту операцию выполняет оператор. Палетоупаковщики применяются для габаритных и тяжёлых грузов.

## Виды палетоупаковщиков
Полуавтоматические палетоупаковщики
Полуавтоматические палетоупаковщики — машины, для работы которых необходимо постоянное присутствие оператора. Оператор устанавливает палет, закрепляет конец пленки за груз, запускает цикл обмотки, в конце цикла обрезает пленки и увозит палет. Есть несколько типов полуавтоматических палетообмотчиков: с поворотным столом, с вращающейся рукой, мобильный робот.
Полуавтоматический палетоупаковщик с вращающимся столом
Самые распространенные палетообмотчики. Груз устанавливается на платформу и вращается во время обмотки. Платформа имеет высоту от 70 до 90 мм, поэтому для установки груза на платформу гидравлическими тележками необходимо использовать пандус или углублять основание на уровень пола.
Полуавтоматический палетоупаковщик с вращающейся рукой
Во время обмотки груз находится неподвижным. Рулон с пленкой перемещается по вращающейся вокруг палета с грузом руке. Преимущества данного метода, что груз находится неподвижным во время обмотки. Для позиционирования ручной или самоходной тележкой нет необходимости в пандусе или в углублении основания в пол. Минус данного оборудования — бо̀льшая стоимость и большие размеры.
Мобильный палетоупаковщик
Груз находится неподвижным. Машина кнопочным управлением подвозится к грузу. Оператор закрепляет конец пленки за груз и запускает цикл обмотки. Машина сама ездит вокруг палета, обматывая его снизу вверх и обратно. В конце цикла оператор обрезает пленку и подвозит машину к следующему палету. Этим способом экономится время на погрузку/разгрузку палет. Пока машина обматывает палет, оператор может подвезти новый палет для обмотки или увезти уже обмотанный палет.
Автоматические палетоупаковщики
Автоматические палетоупаковщики — работают без присутствия оператора. Груз перемещается по конвейеру. Производительность может быть от 10 до 140 палет в час. Данные машины могут быть оснащены большим количеством дополнительных опций и могут быть адаптированы для упаковки палет различных размеров.